# Ignazio Silone
Ignazio Silone, vlastním jménem Secondino Tranquilli (1. května 1900 Pescina – 22. srpna 1978 Ženeva) byl italský spisovatel a politik.
Od sedmnácti let se angažoval v Italské socialistické straně a v roce 1921 byl mezi prvními jejími členy, kteří odešli do komunistické strany. Byl redaktorem stranického deníku Il Lavoratore v Terstu. Od roku 1930 žil v exilu ve Švýcarsku, jeho bratr Romolo byl v roce 1931 umučen fašistickou policií.
Ve třicátých letech se Silone stal kritikem stalinismu a byl vyloučen z komunistické strany. Byl významným představitelem antifašistické italské emigrace, publikoval studii Il fascismo. Origini e sviluppo a ve světově úspěšných románech Fontamara (v roce 1980 jej zfilmoval Carlo Lizzani) a Chléb a víno zobrazil nástup fašismu ve svém rodném kraji Marsica. Po druhé válce se vrátil do vlasti a v letech 1946 až 1948 byl poslancem za Italskou demokratickou socialistickou stranu. Stal se prominentním kritikem komunistických režimů, angažoval se ve Společnosti pro svobodnou kulturu a byl jedním z přispěvatelů sborníku The God that Failed, v němž exkomunističtí intelektuálové vysvětlovali svůj rozchod se stranou. Z jeho poválečné tvorby je nejvýznamnější drama A on se skryl a psychologický venkovský román Lukovo tajemství. Na sklonku života se značil za „socialistu bez strany a křesťana bez církve“.
V roce 1954 byl předsedou poroty Benátského filmového festivalu. V roce 1965 získal Premio Marzotto, v roce 1969 Cenu Jeruzaléma a v roce 1973 Cenu Gottfrieda Kellera, byl také desetkrát nominován na Nobelovu cenu za literaturu. V roce 1973 mu byl udělen Řád zásluh o Italskou republiku. V roce 2006 bylo v jeho rodném městě otevřeno Siloneho muzeum.
Jeho manželkou byla irská novinářka Darina Laracyová.
V roce 2000 vydali italští historikové Dario Biocca a Mauro Canali knihu, v níž Siloneho označili za dlouholetého informátora italské tajné policie i Central Intelligence Agency.